# 宇治町 (津島市)
宇治町（うじちょう）は、愛知県津島市の地名。

## 地理
津島市北東部に位置し、東は蛭間町、西は愛西市、南は椿市町・下切町、北は葉苅町にそれぞれ接する。

## 歴史

### 沿革
- 1889年（明治22年） - 海東郡宇治村が合併に伴い、越治村大字宇治となる[2]。また、一部は津島町の大字なしの地域に編入される[2]。
- 1906年（明治39年） - 合併に伴い、神守村大字宇治となる[2]。
- 1955年（昭和30年）1月1日 - 合併に伴い、津島市宇治町となる[2]。

### 人口の変遷
国勢調査による人口の推移
| 1995年（平成7年）  | 2193人 | [ WEB 3 ] |  |
| 2000年（平成12年） | 2134人 | [ WEB 4 ] |  |
| 2005年（平成17年） | 2059人 | [ WEB 5 ] |  |
| 2010年（平成22年） | 1998人 | [ WEB 6 ] |  |
| 2015年（平成27年） | 1929人 | [ WEB 7 ] |  |

## 交通
- 愛知県道79号あま愛西線[1]

## 施設
- 天王八幡神社[1]
- 八剣社[1]
- 三躰神社[1]
- 浄土宗光明寺[1]
- 真宗大谷派福祐寺[1]
- 旭自動車学校[1]

### WEB
1. 1 2  “愛知県津島市の町丁・字一覧”.   人口統計ラボ. 2019年7月4日閲覧。
2. ↑  “郵便番号”.  日本郵便. 2019年7月4日閲覧。
3. ↑  総務省統計局 (2014年3月28日). “平成7年国勢調査の調査結果(e-Stat) - 男女別人口及び世帯数 －町丁・字等” (CSV). 2019年4月27日閲覧。
4. ↑  総務省統計局 (2014年5月30日). “平成12年国勢調査の調査結果(e-Stat) - 男女別人口及び世帯数 －町丁・字等” (CSV). 2019年4月27日閲覧。
5. ↑  総務省統計局 (2014年6月27日). “平成17年国勢調査の調査結果(e-Stat) - 男女別人口及び世帯数 －町丁・字等” (CSV). 2019年4月27日閲覧。
6. ↑  総務省統計局 (2012年1月20日). “平成22年国勢調査の調査結果(e-Stat) - 男女別人口及び世帯数 －町丁・字等” (CSV). 2019年4月27日閲覧。
7. ↑  総務省統計局 (2017年1月27日). “平成27年国勢調査の調査結果(e-Stat) - 男女別人口及び世帯数 －町丁・字等” (CSV). 2019年4月27日閲覧。

### 書籍
1. 1 2 3 4 5 6 7 8  「角川日本地名大辞典」編纂委員会 1989, p. 1724.
2. 1 2 3 4  「角川日本地名大辞典」編纂委員会 1989, p. 216.